# Videografia di Renato Zero
La videografia di Renato Zero comprende 41 videoclip e 12 DVD.
Il primo videoclip di Zero risale al 1969 (cioè quello del brano Libertà).
Il successivo videoclip dell'artista viene pubblicato nel 1978, ed è relativo alla famosa Triangolo.
Nel 1986 viene realizzato il video del brano Fiori d'arancio, ma al termine delle riprese Zero decise di non pubblicarlo.
Nel 1991 Renato partecipa al videoclip del brano Crescendo di Mariella Nava. In questo stesso anno esce il suo primo DVD (e non VHS), ovvero Zero 40 Live.

## Videoclip
| Anno      | Titolo                            | Regia                              |
| --------- | --------------------------------- | ---------------------------------- |
| 1969      | Libertà                           |                                    |
| 1973-1974 | Il tuo safari                     |                                    |
| 1978      | Triangolo                         |                                    |
| 1981      | Ecco noi                          |                                    |
| 1981      | Gente                             |                                    |
| 1981      | I figli della topa                |                                    |
| 1981      | Pionieri                          |                                    |
| 1981      | Stranieri                         |                                    |
| 1983      | Navigare                          |                                    |
| 1984      | Da uomo a uomo                    |                                    |
| 1986      | Fiori d'arancio                   |                                    |
| 1987      | Telecomando                       |                                    |
| 1989      | Il grande mare                    |                                    |
| 1989      | Voyeur                            |                                    |
| 1991      | Crescendo (con Mariella Nava)     |                                    |
| 1993      | Amore al verde                    |                                    |
| 1993      | E ci sei                          |                                    |
| 1994      | Amando amando                     |                                    |
| 1994      | Bella gioventù                    |                                    |
| 1994      | Felici e perdenti                 |                                    |
| 1994      | Nei giardini che nessuno sa       |                                    |
| 1994      | Roma malata                       |                                    |
| 1995      | Ancora gente                      |                                    |
| 1999      | Si sta facendo notte              |                                    |
| 2000      | Tu sì 'na cosa grande             |                                    |
| 2000      | Via dei Martiri                   |                                    |
| 2001      | Libera                            |                                    |
| 2003      | Come mi vorresti                  |                                    |
| 2003      | Non si fa giorno mai              |                                    |
| 2009      | Ancora qui                        | Alessandro D'Alatri                |
| 2011      | Sorridere sempre                  | Roberto Cenci                      |
| 2013      | Un'apertura d'ali                 | Alessandro D'Alatri                |
| 2013      | Chiedi di me remix                |                                    |
| 2013      | Voglia d'amare                    | Sebastiano Bontempi                |
| 2013      | Madame 2013                       | Sebastiano Bontempi                |
| 2013      | Alla fine                         | Alessandro D'Alatri                |
| 2016      | Chiedi                            | Sebastiano Bontempi                |
| 2016      | Rivoluzione                       | Sebastiano Bontempi                |
| 2016      | La lista (live)                   | Cristian Biondani, Francesco Ebner |
| 2017      | Ti andrebbe di cambiare il mondo? | Gaetano Morbioli                   |
| 2018      | Potrebbe essere Dio (live)        | Gaetano Morbioli                   |
| 2019      | Mai più da soli                   | Gaetano Morbioli                   |
| 2019      | La vetrina                        | Stefano Salvati                    |
| 2020      | L'angelo ferito                   | Cristian Di Mattia                 |
| 2020      | L'amore sublime                   | Roberto Cenci                      |
| 2020      | Come non amarti                   | Roberto Cenci                      |
| 2020      | È l'età                           | Roberto Cenci                      |
| 2021      | La logica del tempo               | Roberto Cenci                      |

## DVD e VHS
| Anno | Titolo                          |
| ---- | ------------------------------- |
| 1991 | Zero 40 Live                    |
| 1991 | La notte di Icaro               |
| 1993 | Zerofobia Live                  |
| 1993 | Zeropera                        |
| 1994 | L'imperfetto                    |
| 1996 | Tutto Zero                      |
| 1999 | Tour dopo tour                  |
| 2004 | Figli del sogno                 |
| 2010 | Presente ZeroNoveTour           |
| 2011 | Sei Zero                        |
| 2016 | Arenà - Renato Zero si racconta |
| 2016 | Zero Collection                 |
| 2018 | Alt in tour                     |